# مطار تونغهوا
مطار تونغهوا (بالإنجليزية: Tonghua Sanyuanpu Airport)‏ و(بالصينية: 通化三源浦机场) (إياتا: TNH، إيكاو: ZYTN) مطار عسكري/عام يقع بمدينة Liuhe County في الصين. يبلغ طول المدرج 2300 م .

## شركات الطيران والوجهات
| شركـات طيـران         | الوجهات                                                                    |
| --------------------- | -------------------------------------------------------------------------- |
| طيران الصين           | مطار بكين العاصمة الدولي، مطار قوانغتشو باييون الدولي، مطار تيانجين الدولي |
| خطوط شرق الصين الجوية | مطار داليان الدولي، مطار شانغهاي بودنغ الدولي                              |
| طيران الصين اكسبرس    | مطار تشونغتشينغ جيانغبى الدولي، مطار داليان الدولي                         |
| سبرينغ (شركة طيران)   | مطار هاربين الدولي، مطار شيان شيانيانغ الدولي                              |

## وصلات خارجية
- http://www.flightstats.com/go/Airport/airportDetails.do?airportCode=TNH